# کلنگه (گولوباتس)
کلنگه (به صربی: Klenje) یک منطقهٔ مسکونی در صربستان است که در گولوباک واقع شده‌است. کلنگه ۴۹۳ نفر جمعیت دارد.